# Chorisoneura gatunae
Chorisoneura gatunae es una especie de cucaracha del género Chorisoneura, familia Ectobiidae. Fue descrita científicamente por Hebard en 1921.
Habita en Panamá, Venezuela, Surinam y Guayana Francesa.